# ميسم نحاس
ميسم نحاس (4 مارس1976-) مغنية لبنانية

## حياتها ومشوارها الفني
بدأت مشوارها في في تشرين الثاني عام 1999 عندما أصدرت أولى أغنياتها المنفردة بعنوان «زين زين» بعدها في أيار من العام التالي أغنية منفردة ثانية بعنوان «يا سلام عالحب» قبل إصدار ألبومها الأول «أحلفك بالله» في شباط 2001 ثم أطلقت ألبومها الثاني «بونيتا» في شباط عام،2003 ابتعدت عن الوسط الفني بعد زواجها أصدرت خلالها عدة أغاني منفردة وعادت في ديسمبر 2017 بأغنية منفردة بعنوان كلمة حبيبي

### تجربتها في التمثيل
عام 2012 خاضت أولى تجاريها في عالم التمثيل التي في مسلسل بعنوان (تقريبا قصة حب) إلى جانب الممثل جورج خباز

## حياتها الخاصة
تزوجت من الموزع روجيه أبي عقل، أصدرت أول أغانيها وكانت من توزيعه وهي زين زين، يا سلام عالحب، رزقت منه بإبنها " رودي لكنها انفصلت عنه بعد خلافات استمرت قرابة الأربعة سنوات  وتم الطلاق نهائيا في مايو من العام 2008 والسبب في تأخره كان الاجراءات الكنسية الخاصة التي تتطلبها معاملات الطلاق عند بعض الطوائف المسيحية في لبنان.
وحصلت على حضانته، تزوجت عام 2012 للمرة الثاتية من طبيب الأسنان اللبناني مجد معوض بعد تعارف دام أربعة سنوات

## ألبومات[10]
| الألبوم     | العام | المنتج       |
| ----------- | ----- | ------------ |
| احلفك بالله | 2001  | ميوزيك ماستر |
| بونيتا      | 2003  | روتانا       |
| فكرت كتير   | 2004  | روتانا       |
| كداب كبير   | 2006  | روتانا       |
| مهضوم       | 2008  | روتانا       |

## فيديو كليبات
| الأغنية      | المخرج                   |
| ------------ | ------------------------ |
| احلفك بالله  | نادين لبكي               |
| لاموني       | حسين دعيبس               |
| نارنار       | كلود بركات، جوليانا صفير |
| كل الشوق     | كلود بركات               |
| بحبك بجنون   | سامح عبد العزيز          |
| بونيتا       | جوليانا صفير             |
| فكرت كتير    | ميرنا خياط               |
| خدني فحضنك   | ميرنا خياط               |
| أنت إتعرفت   | شادي حنا                 |
| كداب كبير    | رندة علم                 |
| كيف حبيتك    | ميرنا خياط               |
| حبيب الروح   | فادي حداد                |
| مهضوم        | فادي حداد                |
| بحبك         | إيلي السمعان             |
| أحلى العرسان | سام كيال                 |